# Wax play

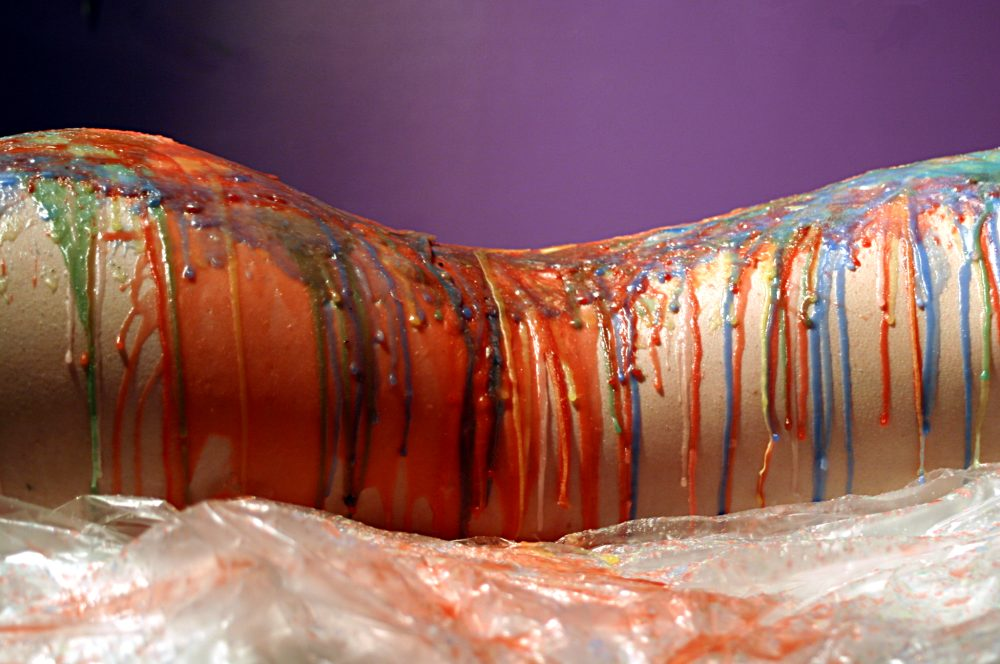
Costas de uma pessoa que acabou de praticar o wax play.

Wax play (em português: jogo de cera) é uma forma de temperature play praticada no BDSM. Nessa prática, a pessoa que está exercendo o papel de dominadora segura uma vela acesa sobre o submisso e pinga a cera da vela derretida na pele dele. Costas, nádegas, seios, barriga e genitais são os alvos mais comuns dessa prática. Não é aconselhado pingar cera derretida em partes do corpo onde haja muitos pêlos, pois isso pode ser dificultar a remoção da cera.
O propósito do wax play é aplicar uma sensação de queimação na pele através da cera da vela. Diferentes tipos de vela possuem diferentes pontos de fusão, então nem todos os tipos de vela são seguros para essa prática. Se não for praticado de maneira segura, o wax play pode causar queimaduras graves o suficiente para exigir algum tipo de atenção médica.
A temperatura da cera pingada também pode variar dependendo do quão longe a vela está do corpo. Quanto mais alta está a vela em relação ao corpo do submisso, mais a cera será esfriada pelo ar antes de encostar na pele.[carece de fontes?]